# 迭貝
迭貝（法語：Diébé），是馬里的城鎮，位於該國西南部，由庫利科羅區的迪瓦拉省負責管轄，面積250.16平方公里，海拔高度280米，2009年人口10,866，人口密度每平方公里43.44人。
12°37′N 4°58′W / 12.617°N 4.967°W